# Arlington County
Arlington County ist eines von 95 Countys des Bundesstaates Virginia der Vereinigten Staaten. Arlington County liegt an der Landesgrenze von Virginia am Potomac River, direkt gegenüber von Washington D.C., der Hauptstadt der Vereinigten Staaten. Verwaltungssitz (County Seat) des Arlington County ist Arlington, ein vom US-Volkszählungsbüro für statistische Zwecke festgelegter Ort (census-designated place), der sich über das gesamte Arlington County erstreckt. Ebenfalls zu statistischen Zwecken wird Arlington als eine principal city der Metropolregion Washington definiert. 
Im Jahre 2020 betrug die Einwohnerzahl 238.643 bei einer Fläche von 67,7 Quadratkilometern.

## Geschichte
Zur Zeit der amerikanischen Unabhängigkeitserklärung im Jahre 1776 gehörte die Gegend des heutigen Arlington County zu der britischen Kronkolonie Virginia. Im Jahre 1791, drei Jahre nach dem Inkrafttreten der amerikanischen Verfassung, wurde der hundert Quadratmeilen große US-Bundesdistrikt am Potomac River geschaffen, in dem in den kommenden Jahren die neue Hauptstadt der USA entstehen sollte. Dieser Bundesdistrikt entsprach ursprünglich exakt einem Quadrat und umfasste damals auch diejenigen Ländereien auf der westlichen Seite des Potomac, die heute wieder zu Arlington County und Alexandria (Virginia) und somit zu Virginia gehören. Die letztgenannten Gebiete trugen zu dieser Zeit jedoch noch die gemeinsame Bezeichnung Alexandria County of the District of Columbia. Die Bezeichnung Arlington County existierte zu diesem Zeitpunkt noch nicht.
Alexandria war ein bedeutender Hafen und Umschlagsplatz für den Sklavenhandel. Nach 1830 wuchs in Virginia, wie in anderen Teilen der USA, die Anti-Sklaverei-Bewegung. Die Befürworter der Sklaverei in Virginia unterstützten daraufhin ein Referendum im wichtigen Sklavenmarktplatz Alexandria, um eine Petition an den amerikanischen Kongress zu erreichen. Ziel der Aktion war die Aufnahme eines zusätzlichen Pro-Sklaverei-Countys in Virginia. Am 9. Juli 1846 wurde dieses Ziel erreicht. Seitdem gehört Alexandria County, d. h. auch das heutige Arlington County wieder zu Virginia.
Im Jahr 1852 wurde die Stadt Alexandria von dem übrigen County abgetrennt und bildet seitdem ein eigenes County. Daraus erwuchsen immer wiederkehrende Verwechslungen zwischen dem Rest-County Alexandria und Alexandria-Stadt. Aus diesem Grunde wurde das erstere County im Jahr 1920 in Arlington County umbenannt, nach dem Arlington House, welches sich auf dem gleichfalls danach benannten Arlington Cemetery befindet.

## Arlington National Cemetery

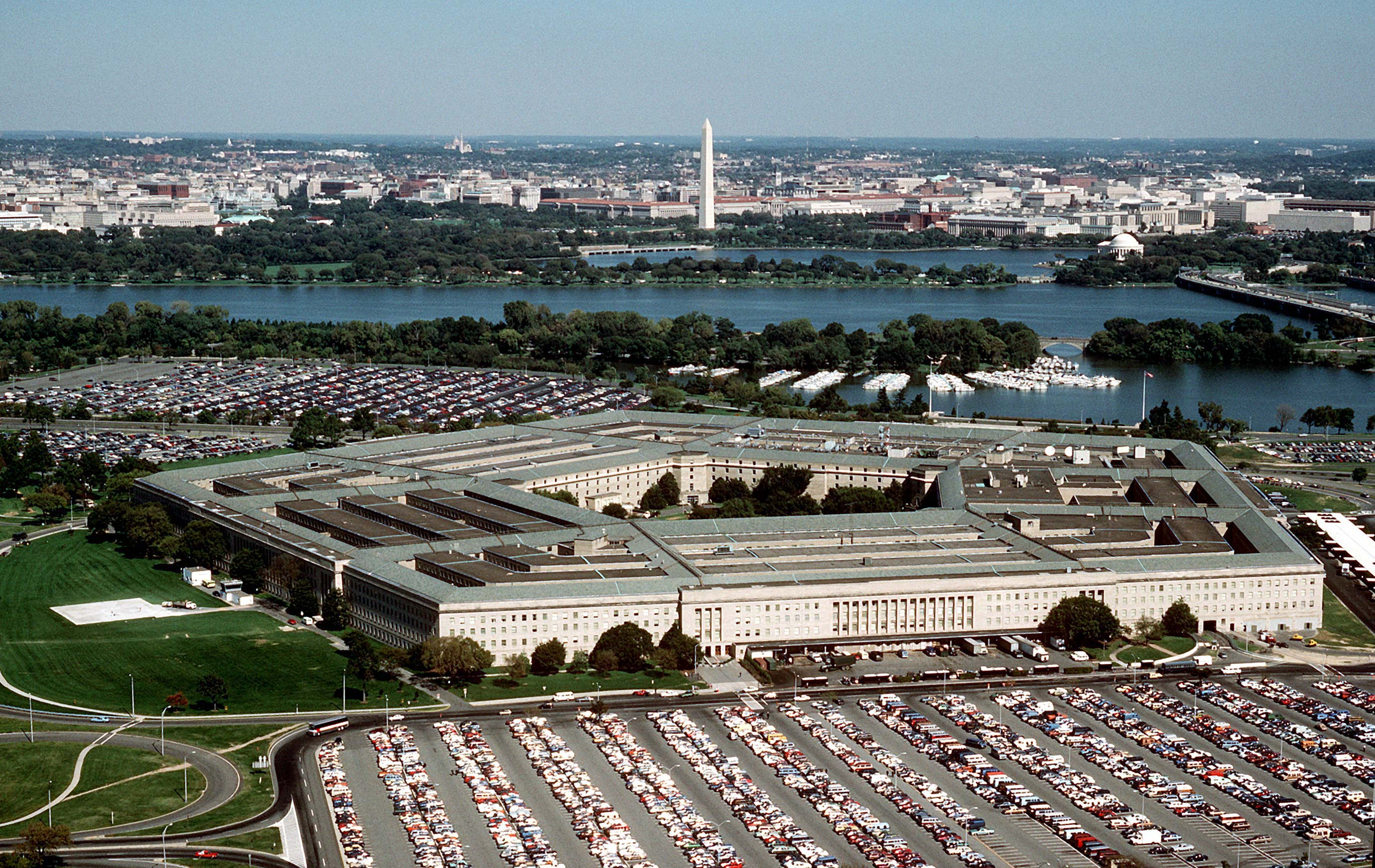
Das Pentagon aus südwestlicher Richtung gesehen zusammen mit dem Potomac River und dem Washington Monument im Hintergrund.

Arlington National Cemetery ist ein US-amerikanischer Militärfriedhof, der während des Amerikanischen Bürgerkrieges (1861–1865) auf dem Landsitz des Südstaaten-Generals Robert E. Lee, Arlington House, eingerichtet wurde. Er liegt direkt gegenüber von Washington, D.C. am Potomac River, unmittelbar neben dem Pentagon. Mit mehr als 260.000 Gräbern ist der Arlington National Cemetery der zweitgrößte Friedhof in den Vereinigten Staaten.
Auf einem Hügel mit Blick auf die Innenstadt von Washington D.C. befindet sich das Grabmal des unbekannten Soldaten. Eine weitere, häufig besuchte Stelle ist das Grab von Präsident John F. Kennedy. Kennedy liegt hier mit seiner Frau Jacqueline Kennedy Onassis und einigen ihrer Kinder begraben. Auf seiner Grabstelle brennt eine ewige Flamme. Sein Bruder, Senator Robert F. Kennedy liegt ebenso hier. Ein anderer US-amerikanischer Präsident und Oberster Richter der Vereinigten Staaten, William Howard Taft, ist der einzige weitere US-Präsident, der auf dem Arlington National Cemetery begraben liegt.

## Pentagon
In Arlington befindet sich auch das Pentagon, das Hauptquartier des amerikanischen Verteidigungsministeriums. Es wurde am 15. Januar 1943 eingeweiht und ist das größte Bürogebäude der Welt. Obwohl es sich in Arlington befindet, hat es eine zu Washington D.C. gehörige Adresse.
Das Gebäude hat einen fünfeckigen Umriss und fünf Stockwerke. Jedes Stockwerk hat fünf umlaufende Korridore. Es beherbergt ungefähr 26.000 militärische und zivile Angestellte.

## Demografische Daten

Alterspyramide des Arlington County

Nach der Volkszählung im Jahr 2000 lebten in Arlington County 189.453 Menschen in 86.352 Haushalten und 39.290 Familien. Die Bevölkerungsdichte betrug 2828 Einwohner pro Quadratkilometer. Ethnisch betrachtet setzte sich die Bevölkerung zusammen aus 68,94 Prozent Weißen, 9,35 Prozent Afroamerikanern, 0,35 Prozent amerikanischen Ureinwohnern, 8,62 Prozent Asiaten, 0,08 Prozent Bewohnern aus dem pazifischen Inselraum und 8,33 Prozent aus anderen ethnischen Gruppen; 4,34 Prozent stammten von zwei oder mehr Ethnien ab. 18,62 Prozent der Bevölkerung waren spanischer oder lateinamerikanischer Abstammung.
Von den 86.352 Haushalten hatten 19,3 Prozent Kinder und Jugendliche unter 18 Jahre, die bei ihnen lebten. 35,3 Prozent waren verheiratete, zusammenlebende Paare, 7,0 Prozent waren allein erziehende Mütter, 54,5 Prozent waren keine Familien, 40,8 Prozent waren Singlehaushalte und in 7,3 Prozent lebten Menschen im Alter von 65 Jahren oder darüber. Die durchschnittliche Haushaltsgröße betrug 2,15 und die durchschnittliche Familiengröße lag bei 2,96 Personen.
Auf das gesamte County bezogen setzte sich die Bevölkerung zusammen aus 16,5 Prozent Einwohnern unter 18 Jahren, 10,4 Prozent zwischen 18 und 24 Jahren, 42,4 Prozent zwischen 25 und 44 Jahren, 21,3 Prozent zwischen 45 und 64 Jahren und 9,4 Prozent waren 65 Jahre alt oder darüber. Das Durchschnittsalter betrug 34 Jahre. Auf 100 weibliche Personen kamen 101,5 männliche Personen. Auf 100 Frauen im Alter von 18 Jahren oder darüber kamen statistisch 100,7 Männer.
Das jährliche Durchschnittseinkommen eines Haushalts betrug 63.001 USD, das Durchschnittseinkommen der Familien betrug 78.877 USD. Männer hatten ein Durchschnittseinkommen von 51.011 USD, Frauen 41.552 USD. Das Prokopfeinkommen betrug 37.706 USD. 7,8 Prozent der Bevölkerung und 5,0 Prozent der Familien lebten unterhalb der Armutsgrenze. Davon waren 9,1 Prozent Kinder oder Jugendliche unter 18 Jahre und 7,0 Prozent waren Menschen über 65 Jahre.

## Persönlichkeiten
- Robert Edward Lee (1807–1870), Südstaaten-General, besaß den Landsitz Arlington House im (heutigen) Arlington County
- Esther Cooper Jackson (1917–2022), Bürgerrechtsaktivistin und Sozialarbeiterin
- John Franklyn Mars (* 1935), Unternehmer der Mars Incorporated
- Mary Landrieu (* 1955), Politikerin und US-Senatorin
- Katie Couric (* 1957), Journalistin und Korrespondentin
- Mark Linkous (1962–2010), Musiker
- Adam Curry (* 1964), Radiomoderator
- Sandra Bullock (* 1964), Schauspielerin
- David Michael Bautista (* 1969), Profi-Wrestler
- Tom Dolan (* 1975), Schwimmer
- Jeff Denson (* 1976), Jazzmusiker
- Zach Cregger (* 1981), Schauspieler, Drehbuchautor und Regisseur
- Asher Book (* 1988), Schauspieler, Sänger und Tänzer
- Kendell Williams (* 1995), Siebenkämpferin
- Torri Huske (* 2002), Schwimmerin
- Iain Armitage (* 2008), Schauspieler

## Städtepartnerschaften
- Aachen, Deutschland
- Coyoacán (Mexiko-Stadt), Mexiko
- Iwano-Frankiwsk, Ukraine
- Reims, Frankreich
- San Miguel, El Salvador